# کوزیمو فیگلیومنی
کوزیمو فیگلیومنی (انگلیسی: Cosimo Figliomeni؛ زادهٔ ۷ اکتبر ۱۹۹۲) بازیکن فوتبال اهل ایتالیا است.